# بخش چمپای
بخش چمپای (به انگلیسی: Champhai district) یک منطقهٔ مسکونی در هند است که در میزورام واقع شده‌است. بخش چمپای ۳٬۱۸۵ کیلومتر مربع مساحت و ۱۲۵٬۷۴۵ نفر جمعیت دارد.